# حمورية (ريف دمشق)
حمورية بلدة في ناحية كفر بطنا في منطقة مركز ريف دمشق في محافظة ريف دمشق. بلغ عدد سكانها 13,760 نسمة عام 2004.
تقع في غوطة دمشق الشرقية.
شاركت حمورية بالعصيان من النظام السوري بداية عام 2011 و شاركت بالمظاهرات السلميه منذ البداية وكانت لها أول معركة بالغوطة الشرقية مع الجيش السوري حيث قامت قوات النظام بقتل متظاهرين والتنكيل بجثثهم مما أجبر الأهالي التسلح فوراً وبدء معركة مفاجأة مع الجيش الحر أدت إلى تحرير المدينة وقتل ما يقارب من 80 عسكري للنظام السوري باشتباك في ليله واحده وتدمير بعض الدبابات.
و قد انشق عدد من الضباط والجنود من أبنائها مع أسلحتهم مع بداية تسلح المناطق المحررة.
عانت المدينة من الحصار الخانق الذي تفرضه قوات النظام السوري لأكثر من أربعة سنوات وقتل من أبناؤها مالا يقل عن 1020شخص بينهم أطفال ونساء ودمار من البنية التحتية.
```
تمتلك حمورية مزارع كبيرة من أشجار مشمش والتفاح و كثير من المحاصيل الزراعية وتتبع لها مناطق بيت سوى والأشعري حيث مقام أبو موسى الأشعري هناك كما تقول بعض الروايات.
تشتهر المدينة بالزراعة وتصدير الفواكه المجففه والكنسروة و صناعة الأثاث والمفروشات ومعدات النجارة.
```